# Pristobrycon
Pristobrycon – rodzaj ryb kąsaczokształtnych z rodziny piraniowatych (Serrasalmidae). Występują w Ameryce Południowej.

## Taksonomia
Systematyka rodzaju nie jest jednoznacznie ustalona. Eigenmann opisał rodzaj przyjmując za gatunek typowy P. calmoni, natomiast badania porównawcze wykazują, że rodzaj nie jest taksonem monofiletycznym, a zaliczane do niego gatunki znacznie różnią się między sobą. Nie stwierdzono również żadnej cechy morfologicznej jednoznacznie opisującej rodzaj.

## Klasyfikacja
Gatunki zaliczane do tego rodzaju:
- Pristobrycon aureus
- Pristobrycon calmoni
- Pristobrycon careospinus
- Pristobrycon maculipinnis
- Pristobrycon striolatus

Gatunkiem typowym jest Serrasalmo (Pygocentrus) calmoni (P. calmoni).